# Resolució 1168 del Consell de Seguretat de les Nacions Unides
La Resolució 1168 del Consell de Seguretat de les Nacions Unides fou adoptada per unanimitat el 21 de maig de 1998. Després de recordar les resolucions 1031 (1995), 1035 (1995), 1088 (1996) 1103 (1997), 1107 (1997) i 1144 (1997), el Consell va enfortir la International Police Task Force (IPTF) a Bòsnia i Hercegovina fins a 30 llocs amb una força total de 2.057 efectius.
Es necessitava més formació per a la policia local a Bòsnia i Hercegovina, especialment pel que fa a la gestió d'incidents, la corrupció, la delinqüència organitzada i el control de drogues. El Consell va reconèixer que la reforma de la reforma judicial i la reforma policial estava estretament vinculada.
La resolució va autoritzar un augment addicional del nombre de llocs de la IPTF de fins a 30 persones, amb una força total de 2.057, com a part de la Missió de les Nacions Unides a Bòsnia i Hercegovina (UNMIBH). Va donar suport a millores en l'estructura de l'IPTF i va animar els Estats membres a aportar equipament, formació i altres ajudes a les forces policials locals a Bòsnia i Hercegovina. La resolució conclou reconeixent que l'establiment d'una capacitat de seguretat pública indígena era essencial per enfortir l'estat de dret del país i la reforma legal.